# Пене (Асколи Пичено)
Пене (итал. Penne) насеље је у Италији у округу Асколи Пичено, региону Марке.
Према процени из 2011. у насељу је живело 131 становника. Насеље се налази на надморској висини од 168 м.